# Alexandre Borodaï
Alexandre Iouriévitch Borodaï (en russe : Александр Юрьевич Бородай), né le 25 juillet 1972 à Moscou (Union soviétique), est un politologue, journaliste (correspondant de guerre), entrepreneur et homme politique russe ayant notamment joué un rôle important dans les débuts de la guerre du Donbass en 2014.

## Biographie
Il naît à Moscou, alors capitale de l'URSS, dans la famille du philosophe Iouri Borodaï (1934-2006). 
En 1992, Alexandre Borodaï prend part au conflit militaire en Transnistrie aux côtés de ses associés Vladimir Antioufeïev, Oleg Béréza (ru) et Andreï Pintchouk (ru). 
En 1993, il se range du côté du Soviet suprême de la fédération de Russie lors de la crise constitutionnelle qui l'oppose au président Boris Eltsine. Membre du service d'ordre du Front de salut national, il est à ce titre affecté à la protection d'Ilia Konstantinov (en). Commentant son engagement dans les évènements de l'époque, Alexandre Borodaï déclare dans une interview en 2021 : « Oui, j'ai participé aux événements de 1993. À cette époque, je considérais ouvertement le gouvernement comme une puissance d'occupation, et je l'ai combattu parce que je pensais que c'était moral, correct. Puis, le gouvernement a changé dans son idéologie, dans ses fondements et dans ses actes ». 
En 1994, Alexandre Borodaï termine ses études à la faculté de philosophie de l'université de Moscou mais décide de les poursuivre par un doctorat en philosophie sociale, traitant des conflits ethniques et de la théorie des élites. 
En juin 1994, il devient correspondant de guerre pour l'agence de presse RIA Novosti et couvre à ce titre la Première guerre de Tchétchénie au cours de laquelle il réalise des reportages pour NTV et Pervi Kanal. À partir de 1997, il est chroniqueur « observateur » à l'hebdomadaire Zavtra, spécialisé dans les questions relatives aux conflits sur le territoire de la fédération de Russie et de celles touchant à la situation dans le Caucase du Nord.
De mars à novembre 1998, Alexandre Borodaï est consultant en investissements dans la médiasphère du président de la table ronde des affaires en Russie, Guennadi Gafarov. Parallèlement, il est consultant indépendant en relations publiques à partir de juin 1998.
Il prend part à plus d'une dizaine de campagnes électorales de différents niveaux.
À l'été 1999, il se rend au Daghestan en compagnie d'Igor Strelkov et des forces spéciales du ministère de l'Intérieur. Il visite à cette occasion le village de Karamakhi et ses alentours, où un an auparavant des wahhabites ont établi un micro-État islamique connu en Russie sous le nom de zone de Kadar. Borodaï couvre les évènements qui mènent à l'expulsion sanglante des wahhabites de la région,. 
En 2001-2002, il est rédacteur en chef adjoint de la revue Rousski predprinimatel (« l’Entrepreneur russe »). À partir d'avril 2001, Borodaï est cofondateur et directeur général de la société Sotsiomaster, spécialisée en conseil dans les situations de crises.
En juillet 2002, la presse russe diffuse la nomination de Borodaï en tant que directeur-adjoint de l'information politique du FSB et des projets spéciaux.

### Crise ukrainienne
Avant même le déclenchement du conflit russo-ukrainien, Alexandre Borodaï est un habitué de la politique ukrainienne. Consultant politique à Kiev depuis le début des années 2000, il est notamment amené à collaborer avec le Parti des régions et à accompagner des hommes politiques comme Vadim Rabinovich ou Ihor Kolomoïsky,. 
Le 13 avril 2014, un enregistrement sonore d'une conversation entre des rebelles du Donbass commence à circuler sur internet. Dans ce dernier, on peut entendre une personne utilisant l'indicatif d’appel Strelok (tireur en russe) rendre compte d'une opération réussie visant à éliminer les représentants de la direction du Service de sécurité d'Ukraine à Slaviansk au cours d'un vaste travail de sape de l'appareil d'État ukrainien dans la région. Certains médias ukrainiens émettent alors l'hypothèse que Strelok soit Igor Strelkov et que son interlocuteur Alexandre Borodaï,,. 
Le 16 mai 2014, il devient le Premier ministre de la république populaire de Donetsk. Celle-ci est inscrite comme « organisation terroriste » par le procureur général d'Ukraine, ce qui empêche toute négociation éventuelle avec les séparatistes de l'oblast de Donetsk.
Le 24 mai 2014, il participe au congrès à Donetsk du parti Nouvelle Russie, qui débouche sur le projet d'un État fédéral de Nouvelle-Russie (non reconnu par la Russie).
Alexandre Borodaï n'a jamais caché le fait qu'il avait conseillé Sergueï Axionov pendant la période de transition de la Crimée de l'Ukraine à la fédération de Russie.
Il fait l'objet de sanctions (interdiction de visa et gel des avoirs éventuels) de la part de l'Union européenne[réf. nécessaire].
Le 7 août 2014, il démissionne de son poste de Premier ministre au profit d’Alexandre Zakhartchenko, citoyen ukrainien, dont il devient officiellement le conseiller et occupe par la suite le poste de vice-Premier ministre,,,.

### Député
En 2021, Borodaï est élu député à la Douma d'État lors des élections législatives russes de 2021 en tant que représentant du parti pro-gouvernemental Russie unie.

## Publications
Alexandre Borodaï est l'auteur de plus de trois cents articles et essais sur différents aspects socio-politiques des médias[réf. nécessaire].